# Gabriel Roschini
Gabriel Maria Roschini, O.S.M. (19 de dezembro de 1900 – 12 de setembro de 1977), foi um padre católico romano italiano e professor de Mariologia, que publicou mais de 900 títulos sobre o assunto. Durante o pontificado do Papa Pio XII, trabalhou em estreita colaboração com o Vaticano nas publicações marianas. Pela precisão enciclopédica de seu trabalho, Roschini é considerado um dos dois maiores mariólogos do século XX. Sua primeira grande obra, uma Mariologia em quatro volumes, Il Capolavoro di Dio, é considerada a apresentação mariológica mais abrangente do século XX. Vários teólogos o chamaram de “um dos mariólogos mais profundos” e “insubstituível”.

## Vida e contribuições
Roschini nasceu em Castel Sant'Elia ( Viterbo, Itália ) em 1900. Ao entrar nos Servitas, mudou seu nome para Gabriel Maria (ou Gabriele Maria) de seu nome de batismo Alessandro. Em 1924 recebeu a ordenação sacerdotal. Além disso, Roschini era doutor em filosofia e mestre em teologia sagrada.  Fundou a revista Marianum em 1939 e dirigiu-a durante trinta anos. Em 1950, durante o reinado do Papa Pio XII, fundou a Faculdade Teológica Marianum, que hoje é um instituto pontifício, e serviu como seu reitor. Ele também foi fundamental na revitalização da Biblioteca Mariana, que foi transferida para o Colégio Internacional Santo Alexis Falconieri em 1946. Outras funções incluíram professor da Pontifícia Universidade Lateranense e da Pontifícia Faculdade de Teologia Marianum, bem como conselheiro da Congregação para a Doutrina da Fé e da Sagrada Congregação para as Causas dos Santos. 

## Impacto na Mariologia
Durante o pontificado de Pio XII, “o Papa mais mariano da história da Igreja”,  Roschini trabalhou em estreita colaboração com o Pontífice, organizando suas próprias publicações paralelamente às promulgações mariológicas papais.  Durante e depois do Vaticano II, Roschini tentou se ajustar ao espírito mariológico mais frio em sua publicação de 1973, Il mistero di Maria considerato alla luce del mistero di Cristo e della Chiesa, um manual atualizado de mariologia em quatro volumes.
Ao todo publicou mais de 900 títulos, a maioria sobre Mariologia, além de suas obras enciclopédicas, revisando as contribuições mariológicas de santos como Bernardo de Claraval e Antônio de Pádua. Em 1950 explicou a mariologia de São Tomás de Aquino. Ele detalhou sua mariologia em uma importante obra no ano de 1952.
Anteriormente, Roschini havia contribuído com uma nova interpretação da teologia mariológica da Corredentora, que não foi universalmente aceita. Na sua publicação Compendium Mariologiae de 1946, ele explicou que Maria não só participou fisicamente na vida de Jesus ao dar-lhe à luz, mas também, quando concebeu o seu Filho divino, entrou em união espiritual com ele. O plano divino de salvação, não sendo apenas material, inclui a unidade espiritual permanente com Cristo. A maioria dos mariologistas concorda com esta posição.  Roschini entrou em novo território teológico, ao definir a unidade espiritual de Maria e Cristo para formar um “casal de salvação”, no qual Maria é uma verdadeira auxiliadora de seu filho. Porém, nesta dupla de salvação, Maria está claramente subordinada ao filho, segundo Roschini, que, não querendo, é claro, elevar Maria ao nível da divindade, insistiu que Maria precisava da salvação por meio de Cristo como todas as outras pessoas. Mas, por ser mãe de Deus, a única mãe de Deus entre todas as mulheres, Maria é alguém único. Compartilhando com todas as outras pessoas sua natureza humana, ela é diferente. Ela pertence a Cristo, com quem está espiritualmente unida. 

## Publicações selecionadas
- Il Capolavoro di Dio, Mariology in IV volumes, Roma 1933
- Compendium Mariologiae, Roma, 1946
- La Mariologia di Sant'Antonio da Padova, in Marianum, Roma, 1946
- La Madonna secondo la fede e la Teologia, Roma, 1950
- La Mariologia di San Tommaso, Roma, 1950
- Mariologia, Roma, 1952
- La Madonna secondo la fede e la teologia  IV volumes, Roma  1953 1954
- Il dottore Mariano, Studio sulla dottrina di San Bernardo di Chiaravalle, Roma 1953
- The Virgin Mary in the Writings of Maria Valtorta, Kolbe's Publications ISBN 2-920285-08-4
- Dizionario di Mariologia, Roma, 1957
- Il misteri di Maria considerato alla luce del mistero di Cristo  e della Chiesa, Roma  1973
- " Summa MAriologiae en 4 vol. 1948 (latín)
- Catecismo mariano 1944, Compendium Mariologiae 1946, Vida de la Virgen María 1948,  la mariología di san tommaso (1950), La mariología di san Lorenzo da Brindisi 1951, Il dottore mariano (San Bernardo) 1953, la Madonna del Santisimo Sacramento 1953, Instrucciones marianas (1953), su excelente diccionario de Mariología 1957, Maria Santissima nella storia della salvezza (1969)